# Metriotrachelus festivus
Metriotrachelus festivus is een keversoort uit de familie bladrolkevers (Attelabidae). De wetenschappelijke naam van de soort werd in 1833 gepubliceerd door Johann Christoph Friedrich Klug.